# Centaurea ardabilica
Centaurea ardabilica — вид квіткових рослин айстрових (Asteraceae). Ендемік пн.-зх. Ірану. 
Належить до секції Phaeopappa. Centaurea ardabilica є тісно пов’язаною з C. daralagoezica і вирізняється тим, що середні та верхні стеблові листки сходять на бік, квітконіжка завдовжки до 20 мм, а середні та верхні стеблові листки часто ліроподібні, а обгортки менші.